# Bernbach (Epbach)
Der Bernbach ist ein Bach am Rande und in der zentralen kleinstädtischen Bebauung von Neuenstein im baden-württembergischen Hohenlohekreis. Nach etwa einem Kilometer langem Lauf im Wesentlichen nach Süden mündet er westlich des Schlosses Neuenstein von rechts in den mittleren Epbach.

## Geographie

### Verlauf
Der Bernbach entsteht am nordwestlichen Siedlungsrand von Neuenstein nahe dem Nordende der Hölderlinstraße in einer südöstlich ziehenden Wiesenmulde. Der Bachanfang liegt zu Füßen einer gehölzbestandenen Böschung auf etwa 289 m ü. NHN. Jenseits des talquerenden Gehölzes liegt nur etwa 100 Meter nordwestlich ein 0,3 ha großer See, noch weiter talauf im Norden durchsetzen im Gewann Rosenfeld etwas südlich der A 6 in einer alten Tongrube Gehölzstücke die sich bis dort hinaufziehende Talwiese.
Der Bach fließt leicht gewunden in einer Gehölzgalerie nach Südosten. Er ist um einen Meter breit, das Sediment ist schlammig bis erdig, die Eintiefung. Anfangs bis allenfalls einen Meter eingeböscht, tieft sich der Bach auf den ersten etwa 350 Meter bis zum Rand der L 1051 bis fast aufs Dreifache ein.
Auf dem nächsten halben Kilometer unterquert der Bach dreimal diese Straße. Zwischen der ersten und zweiten Unterquerung läuft an der Einmündung der Neuensteiner Nordtangente zuletzt verdolt aus dem Nordosten der Bach durch die Lange Klinge zu, der deutlich länger ist als der Bernbach bis dorthin, größtenteils durch ein Gewerbegebiet fließt und anfangs sogar offen und gehölzbegleitet ist.
Danach steht Gehölz nurmehr sporadischer am Lauf. Zwischen der zweiten und der dritten Straßenunterquerung fließt er durch den Damm der Bahnstrecke Crailsheim–Heilbronn. Nach der dritten Straßenunterquerung läuft der Bach am Nordwestrand der recht kleinen Altstadt von Neuenstein entlang. Er unterquert die Schlosstraße und läuft dann noch hundert Meter südwestwärts durch den Park um das Schloss Neuenstein bis zum Schwanensee. Dieser künstliche See legt sich im Norden, Süden und Westen, wo er mit etwa 50 Meter am breitesten ist, um das Schloss und die an dieses unmittelbar angrenzenden Gartenterrassen.
Im Südosten des Sees fließt nach kurzem rechtem Abzweig eine Einspeisung aus dem Epbach ein. Der Bernbach entwässert den See dann an der Südwestecke, unterquert die unmittelbar am Rand des Schlossgartens verlaufende Straße Am Schwanensee (L 2354) und fließt auf deren anderer Seite auf etwa 270 m ü. NHN von rechts in den mittleren Epbach ein.
Der Bernbach mündet nach 1,1 km langem Lauf mit mittlerem Sohlgefälle von 17 ‰ etwa 19 Höhenmeter unterhalb seines Ursprungs nahe der Hölderlinstraße.

### Einzugsgebiet
Das Einzugsgebiet des Bernbachs ist etwa 2,1 km² groß und besteht etwa zur Hälfte aus den zusammenhängenden Gewerbe- und Wohngebäudenflächen um das Zentrum der Kleinstadt Neuenstein, dem einzigen Ort darin. Im übrigen Bereich gibt es Wiesenflächen in der Talmulde um den oberen Bernbach sowie Äcker in allen höheren Lagen. Das Einzugsgebiet gehört ganz zum Stadtgebiet von Neuenstein und naturräumlich gesehen zur Öhringer Ebene, einem Teil des Unterraums Westliche Hohenloher Ebene der Hohenloher und Haller Ebene. Der mit wenig über 330 m ü. NHN höchste Punkt liegt am Nordosteck im Gewann Hoher Markstein an der Abfahrt der Haller Straße von der L 1036.
Im Norden grenzt das Einzugsgebiet des großen Sall-Zuflusses Hirschbach an, jenseits der östlichen Wasserscheide läuft ein unbedeutendes Gerinne oberhalb des Bernbachs zum Epbach, im Süden liegt dessen unmittelbares Einzugsgebiet an und jenseits der westlichen Wasserscheide fließen dann unterhalb des Bernbachs ein anscheinend namenloser kurzer Bach zum Epbach und auch der Bach durch die Haberklinge.

### Zuflüsse und Seen
Liste der Zuflüsse und  Seen und  Hochwasserrückhaltebecken von der Quelle zur Mündung. Gewässerlänge, Seefläche, Einzugsgebiet und Höhe nach den entsprechenden Layern auf der Onlinekarte der LUBW. Andere Quellen für die Angaben sind vermerkt.
Ursprung des Bernbachs auf etwa 288 m ü. NHN in einer Weise vor einem baumbewachsenen Damm in Richtung der Fortsetzung der Neuensteiner Schillerstraße.
- Etwa hundert Meter nordnordwestlich und oberhalb des Bachbeginns liegt auf etwa 290 m ü. NHN ein baumumstandener Teich in einer Wiese, 0,3 ha.
- (Bach aus der Langen Klinge), von links und Nordosten auf etwa 279 m ü. NHN an der Einmündung der Neuensteiner Nordtangente in die L 1051 von Künzelsau-Gaisbach her, 1,4 km und ca. 1,1 km². Entsteht auf etwa 316 m ü. NHN am Ostrand des Gewerbegebietes im Neuensteiner Norden am Ende der Max-Eyth-Straße. Fließt anfangs offen in einer Gehölzgalerie zwischen Gewerbebauten, später verdolt bis zur Mündung.
- Durchfließt auf etwa 262 m ü. NHN westlich des Schlosses Neuenstein den Schwanensee, 0,8 ha. Der Schwanensee wird durch seine lange Südostbucht auch von einem sehr kurzen rechten Abzweig des Epbachs gespeist.

Mündung des Bernbachs von rechts und zuallerletzt Nordosten auf etwa 290 m ü. NHN unter der Straße Am Schwanensee hindurch aus dem Schwanensee in den mittleren Epbach. Der Bernbach ist 1,1 km lang und hat ein ca. 2,1 km² großes Einzugsgebiet.

## Geologie
Das Einzugsgebiet des Bernbachs liegt im Keuper. Dessen lokal höchste Schicht, der Gipskeuper (Grabfeld-Formation), steht nur auf geringer Fläche an dessen Ostrand an, sonst gibt es nur Lettenkeuper (Erfurt-Formation) darin. In diesen sind allerdings in den Talmulden von Bernbach und Langer Klinge Schwemmlandstreifen eingelagert, und um die Wasserscheiden im Nordwesten, Norden und Nordosten ist der Keuper mit Lösssediment aus quartärer Zeit überlagert.

## Tourismus
Im Einzugsgebiet gibt es drei Wanderwege des Schwäbischen Albvereins.

 Der Frankenweg (Hauptwanderweg 8) durchquert auf seiner Etappe von Forchtenberg nach Neuenstein südwärts das östliche Einzugsgebiet und kreuzt den Zufluss aus der Langen Klinge.

 Ebenfalls auf Südkurs durchquert der Themenwanderweg Württembergischer Wein-Wanderweg von Ernsbach her das westliche Einzugsgebiet.
Die kurze Spange eines mit blauem Punkt markierten Wanderwegs verbindet diese beiden Wege von Nordwest nach Südost durchs obere und mittlere Bernbachtal hindurch.

### LUBW
Amtliche Online-Gewässerkarte mit passendem Ausschnitt und den hier benutzten Layern: Lauf und Einzugsgebiet des Bernbachs

Allgemeiner Einstieg ohne Voreinstellungen und Layer: Daten- und Kartendienst der Landesanstalt für Umwelt Baden-Württemberg (LUBW) (Hinweise)
1. 1 2 3 4  Höhe nach dem Höhenlinienbild auf dem Hintergrundlayer Topographische Karte.
2. 1 2  Länge nach dem Layer Gewässernetz (AWGN).
3. 1 2  Einzugsgebiet abgemessen auf dem Hintergrundlayer Topographische Karte.
4. ↑  Natur teilweise nach dem Layer Geschützte Biotope.
5. ↑  Seefläche nach dem Layer Stehende Gewässer.
6. ↑  Einzugsgebiet nach dem Layer Basiseinzugsgebiet (AWGN).

### Andere Belege
1. ↑  Namensform Bernbächle nur nach türkisfarbener Beschriftung längs des Laufs auf: Geoportal Baden-Württemberg (Hinweise)
2. ↑  Abfluss-BW: Modellierte Abflusswerte an der Mündung
3. 1 2  Wolf-Dieter Sick: Geographische Landesaufnahme: Die naturräumlichen Einheiten auf Blatt 162 Rothenburg o. d. Tauber. Bundesanstalt für Landeskunde, Bad Godesberg 1962. → Online-Karte (PDF; 4,7 MB)
4. ↑  Geologie nach den Layern zu Geologische Karte 1:50.000 auf: Mapserver des Landesamtes für Geologie, Rohstoffe und Bergbau (LGRB) (Hinweise)